# Håndværkermuseet (Roskilde)
 For alternative betydninger, se Håndværkermuseet (Randers).
Håndværksmuseet eller Håndværksmuseet er et museum, der ligger i Roskilde på Sjælland. Det er en del af Roskilde Museum, og det indeholder en samling af værktøj, som er blevet brugt af hjulmagere, snedkere, træskærere og skomagere fra omkring 1850 til 1950. Der er også indrettet en funktionsdygtig privat værksted til en træskærer, sølvsmed og en væver. Museet er indrettet i kornmagasinet til Lützhøfts Købmandsgård i Ringstedgade ved siden af Roskilde Slagtermuseum. Det åbnede i 1977.